# NGC 5991
NGC 5991 је спирална галаксија у сазвежђу Змија која се налази на NGC листи објеката дубоког неба.
Деклинација објекта је + 24° 37' 52" а ректасцензија 15h 45m 16,7s. Привидна величина (магнитуда) објекта NGC 5991 износи 14,0 а фотографска магнитуда 14,8. NGC 5991 је још познат и под ознакама MCG 4-37-28, CGCG 136-67, NPM1G +24.0388, PGC 55953.